# Arrondissement di Aix-en-Provence
L'arrondissement di Aix-en-Provence è un arrondissement dipartimentale della Francia situato nel dipartimento delle Bocche del Rodano, nella regione della Provenza-Alpi-Costa Azzurra.

## Storia
Fu creato nel 1800, sulla base dei preesistenti distretti.

## Composizione
L'arrondissement è composto da 48 comuni raggruppati in 9 cantoni:
- cantone di Aix-en-Provence-1
- cantone di Aix-en-Provence-2
- cantone di Berre-l'Étang
- cantone di Gardanne
- cantone di Pélissanne
- cantone di Salon-de-Provence-1
- cantone di Salon-de-Provence-2
- cantone di Trets
- cantone di Vitrolles

| Controllo di autorità | VIAF (EN) 42144648352042392282 |